# Rodina Sopránů
Rodina Sopránů (v anglickém originále The Sopranos) je americký dramatický a kriminální televizní seriál, premiérově vysílaný v letech 1999–2007. Jeho tvůrcem je David Chase.
Jeho hlavním hrdinou je mafiánský boss Tony Soprano (James Gandolfini), který se snaží zvládat jak své rodinné problémy, tak řízení zločinecké organizace. Dále série sleduje příběhy členů jeho rodiny a terapeutky Jennifer Melfiové (Lorraine Bracco), u které se Soprano léčí.
Seriál si získal velkou oblibu „díky drsnému humoru a cynickému nadhledu“, dal by se zařadit zhruba mezi televizní seriál Zoufalé manželky a filmovou komedii Přeber si to. Jedná se o rodinnou sérii, která ale zároveň popisuje činnost mafie. Podle filmových kritiků se jedná o jeden z nejlepších amerických televizních seriálů všech dob. Získal několik cen Emmy
Dal také vzniknout několika kuchařkám a počítačové hře The Sopranos: Road to Respect.

## Scénář
Scénář k pilotnímu dílu seriálu napsal David Chase už v roce 1995, společnost HBO ho koupila v roce 1997.
Při vykreslování charakterů postav seriálu se David Chase inspiroval členy své rodiny, např. matka Tonyho Soprana Livia má svůj předobraz v jeho vlastní matce. Podobně i postava Jennifer Melfiové, terapeutky která v seriálu léči hlavního hrdinu, vznikla podle skutečné terapeutky, kterou Chase v Los Angeles navštěvoval.